# Internacional de Dones Comunistes

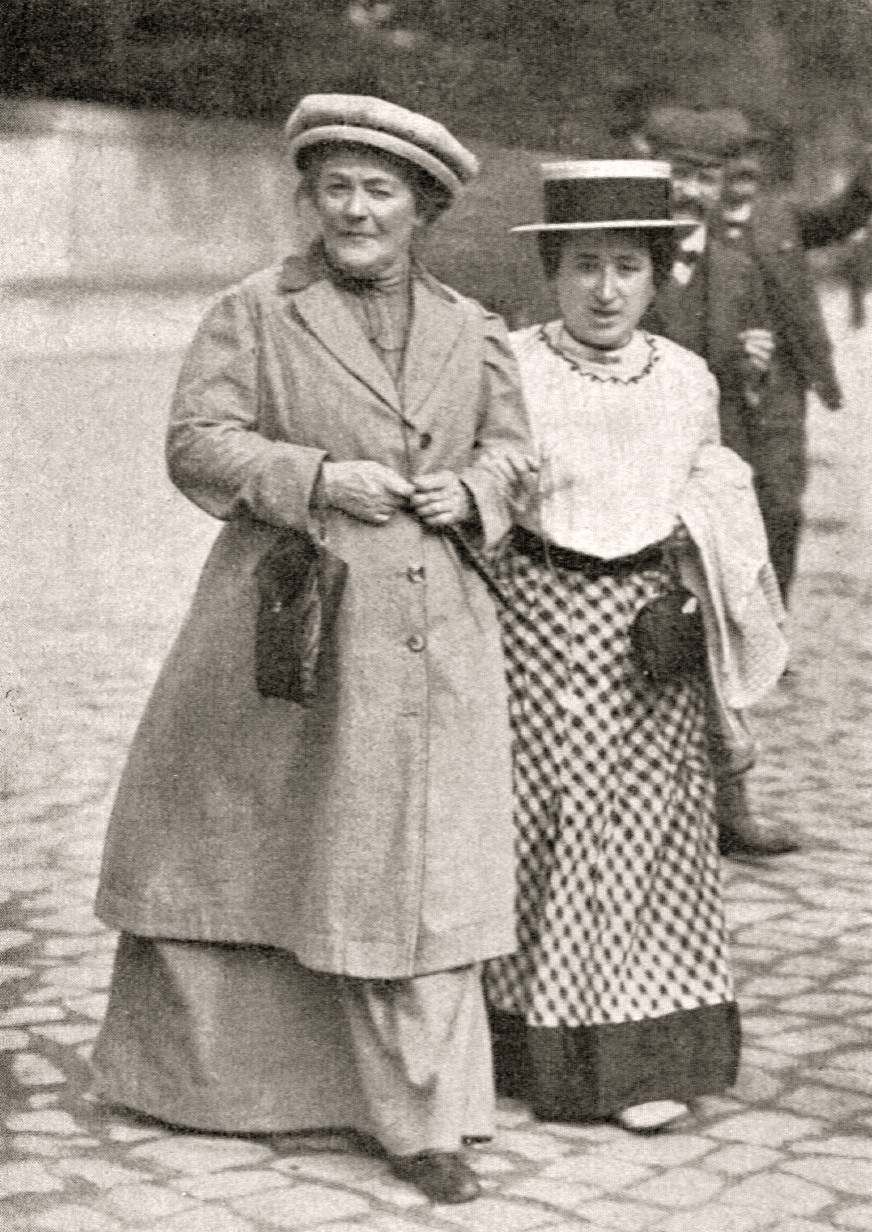
La veterana marxista alemanya Clara Zetkin (esquerra) va ser la primera cap de la Internacional de Dones Comunistes.

La Internacional de Dones Comunistes es va iniciar com a branca autònoma de la Internacional Comunista a l'abril de 1920 amb l'objectiu d'avançar en les idees comunistes entre les dones. La Internacional de Dones Comunistes estava destinada a exercir el mateix paper per al moviment internacional de dones que jugava la International Roja de Camperols per als pobres agraris i la Internacional Sindical Roja per al moviment obrer internacional.
Les operacions de la Internacional de Dones Comunistes van ser dirigides per un organisme conegut com el Secretariat de la Internacional de Dones Comunistes. Aquest cos va ser rebatejat com a Secció de Dones del Comitè Executiu i es va reorganitzar com a departament subordinat del Comitè Executiu de la Internacional Comunista (ECCI) i la seva revista va finalitzar el maig de 1925.
Tot i que el Departament de Dones (Zhenotdel) del Partit Comunista Rus va tenir èxit en la mobilització de dones soviètiques per a tasques administratives a la Rússia soviètica, la Internacional de Dones Comunistes i el Secretariat de Dones Comunistes van fracassar fora de les fronteres de la Unió Soviètica. La Secció de Dones del Comitè Executiu va ser rescindida per l'ECCI l'agost de 1930, igual que Zhenotdel del Partit Rus, que va acabar amb l'ocupació del Comintern d'una estructura específica de propaganda per a dones.

## Història organitzativa

### Establiment

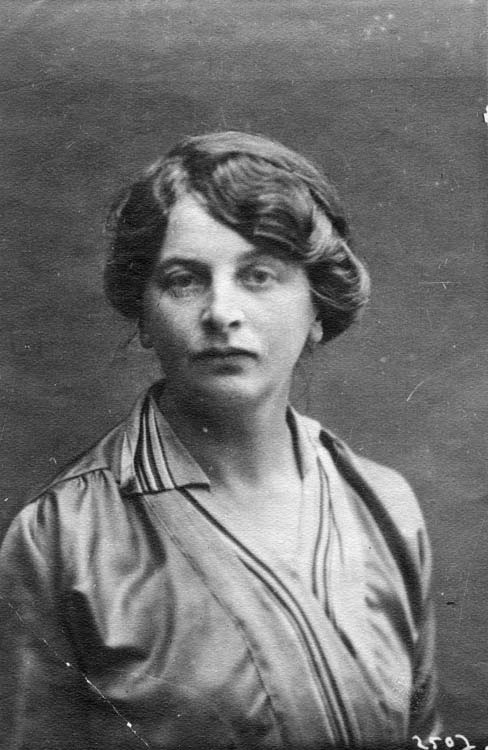
La francesa Inessa Armand va ser una figura destacada en les Conferències Internacionals de Dones de la Segona i Tercera Internacionals, respectivament, de 1915 i 1920. (Foto de 1916)

La Segona Internacional, que va ser anterior a la Internacional Comunista per gairebé tres dècades, es va fundar en els principis d'igualtat política i social entre homes i dones. Els diferents partits socialistes nacionals van comptar amb la participació de dones malgrat que se'ls va negar el dret de vot en molts llocs i sufragi femení es va convertir en un objectiu de programa important del moviment radical de finals del segle xix i principis del segle xx. En 1915 es va convocar una conferència especial de dones socialistes a Berna, Suïssa que va reunir líders socialistes internacionals clau com Alexandra Kollontai, Inessa Armand i Clara Zetkin per compartir experiències comunes i establir agendes comuns.
Menys de 18 mesos després de la Revolució russa de novembre de 1917, es va establir a Moscou una nova Internacional Comunista (Comintern) en un intent de substituir la moribunda Segona Internacional, que s'havia trencat per la Primera Guerra Mundial. Es va fer un esforç paral·lel per reorganitzar les dones socialistes revolucionàries d'Europa i Amèrica. Això va prendre la forma de la Internacional de Dones Comunistes, encapçalada per una institució coneguda com a Secretariat de la Internacional de Dones Comunistes, establerta a Moscou per la Comintern l'abril de 1920.
El Secretariat de la Internacional de Dones va ser concebut com un petit cercle directiu de mitja dotzena de membres o menys. Finalment, vuit dones van ser nomenades al cos, incloent a sis soviètiques: Kollontai; l'esposa de Lenin, Nadezhda Krupskaya; Lyudmila Stal; Zlata Lilina; Konkordia Samoilova; i una dona coneguda per la història només com Similova, així com l'holandesa Henriëtte Roland-Holst i a Rosa Bloch de Suïssa. La secretària de l'organització va ser la veterana revolucionària alemanya Clara Zetkin.
Es va convocar una Conferència Internacional de Dones Comunistes del 30 de juliol al 2 d'agost de 1920 a Moscou, concurrent amb el II Congrés Mundial de la Comintern.
Els delegats van escoltar detalls sobre el sistema de les anomenades "reunions de delegats" dutes a terme a la Rússia soviètica, que va reunir assemblees de representants femenines elegides de fàbriques i pobles en un esforç per mobilitzar-los en tasques administratives governamentals i per fomentar la participació femenina tant als soviets dels pobles com de les fàbriques, així com al Partit Comunista Rus.

### Desenvolupament
A principis de 1922 la seu de la Internacional de Dones Comunistes es va traslladar de Moscou a Berlín.
Clara Zetkin va representar el Secretariat de la Internacional de Dones per al treball comunista entre dones al IV Congrés Mundial de la Comintern, celebrada a Moscou a la tardor de 1922, lliurant el seu informe el dilluns 27 de maig de 1922. Zetkin va reconèixer que el Secretariat duia a terme el seu treball sota la "direcció immediata i el lideratge" del Comitè Executiu de la Internacional Comunista, òrgan de govern de la Comintern. Zetkin va elogiar particularment als moviments de dones comunistes a Bulgària i Alemanya, que havien establert comitès especials de dones per treballar entre dones, afirmant que aquests grups s'havien "convertit en una força" en aquestes nacions. A Polònia i Gran Bretanya, d'altra banda, no s'havien establert cap d'aquestes organitzacions, sinó que es va insistir en la integració de les seves dones en organitzacions regulars dels partits. Per tant, el treball entre les dones va patir, va acusar Zetkin.
Zetkin va destacar el Dia Internacional de la Dona (8 de març) com sobre les activitats principals del moviment de les dones comunistes, que caracteritzen el dia de les manifestacions internacionals com "una campanya del partit, una declaració de guerra del comunisme contra el capitalisme, un començament de la lluita per la qual un exèrcit de milions d'explotats i oprimits han de ser reunits, armats i preparats ". Zetkin també va assenyalar l'important lloc jugat per les activistes femenines en la campanya d'Ajuda Internacional a la Russa Soviètica dels Treballadors de recaptació de fons per a l'alleujament de la fam. Fent ressò de Zetkin, Hertha Sturm, d'Alemanya, va demanar una major organització de dones treballadores en fàbriques i sindicats i va tornar a destacar l'organització búlgara en aquest aspecte.
El IV Congrés Mundial va aprovar oficialment les opinions de Zetkin en la resolució que va adoptar, elogiant l'eficàcia de les "estructures especials" per als membres femenins del Partit Comunista, com ara els secretariats nacionals de dones, i que "lamentablement, algunes seccions han fallat parcialment o totalment el seu deure de promoure sistemàticament el treball comunista entre les dones" al no haver creat institucions "indispensables ".

### Òrgan oficial
La Internacional de Dones Comunistes va publicar una revista bimensual anomenada Die Kommunistische Fraueninternationale (La Internacional de Dones Comunistes). Un total de 25 números de la revista van ser publicats durant els seus cinc anys d'existència, que va ser de 1921 a 1925. En total, es van publicar unes 1300 pàgines de contingut a les pàgines d'aquesta revista.
Die Kommunistische Fraueninternationale incloïa articles sobre el moviment de les dones de tot el món, així com la cobertura de com es tractaven les qüestions de la dona a la Rússia soviètica. Les prioritats eren promoure el Dia Internacional de la Dona com a vacances revolucionàries mundials, així com crear suport multinacional a l'organització del Socors Roig Internacional. Altres qüestions d'èmfasi incloïen l'agitació contra el militarisme, el feixisme i la inflació de preus, així com l'educació en suport dels drets reproductius de les dones.
Els membres membres de la Internacional Comunista també van emetre revistes dirigides a un públic de dones en aquest període, incloent Compagna (dona camarada), una publicació del Partit Comunista d'Itàlia i De Voorbode (L'Herald), una publicació periòdica del Partit Comunista dels Països Baixos. Txecoslovàquia tenia no menys de tres publicacions periòdiques dirigides a dones: el Kommunistka txec (Dona comunista), l'òrgan alemany anomenat Kommunistin, publicat per Sudetenland i la publicació regional Žena (Dona).

### Reorganització
El 15 de maig de 1925, el Comitè Executiu de la Internacional Comunista va decidir reorganitzar el moviment de les dones comunistes. A partir de llavors, la Secretariat de la Internacional de Dones va ser formalment coneguda com la Secció de Dones del Comitè Executiu, d'acord amb aquesta resolució ECCI. No obstant això, aquest canvi es va revertir justificant que "en presentacions a un públic general és bo, per motius tàctics, preservar el nom del Secretariat de la Internacional de Dones". Al mateix temps, ECCI va suspendre la publicació de l'òrgan oficial de la secció de dones, Die Kommunistische Fraueninternationale, aparentment per raons econòmiques.
La seu del moviment comunista de dones reorganitzat es va traslladar de Berlín a Moscou el 1926, com a part de la decisió de rebaixar l'estatus semiautònom de l'antic Secretariat de la Internacional de Dones.
A la primavera de 1926 es va celebrar a Moscou una quarta reuni internacional del moviment de dones comunistes. Mentre que les reunions anteriors s'havien conegut com les "Conferències de les dones comunistes", la sessió de 1926 es coneixia com la quarta "Conferència Internacional sobre el Treball Entre Dones": una alteració per reflectir encara més la talla reduïda de la secció de dones en la jerarquia burocràtica del Comintern.
A la IV Conferència van assistir només 18 votants i 47 delegats sense vot. La trobada va ser contínuament controlada pels representants d'ECCI Palmiro Togliatti i Ottomar Geschke, que van presidir l'obertura i el tancament. També van determinar el curs del procediment el cos disciplinat de delegats de la Unió Soviètica que, segons paraules de l'historiador EH Carr, "va dominar els debats i va establir confiadament la línia perquè altres seguissin i imitessin". L'objectiu final de la reunió, segons l'estimació de Carr, era "establir l'autoritat" de l'ECCI i del Secretariat de Dones sobre les activitats de dones comunistes fora de l'URSS.
El sistema soviètic de "reunions de delegades de dones" - reunions agitacionals de dones no-parts - va tornar a ser una qüestió d'èmfasi, així com la qüestió de si els partits comunistes havien de trobar noves organitzacions de dones amb gran part de membres no comunistes. La decisió d'imposar el model soviètic de reunions delegades de dones sembla que va ser realitzada amb anterioritat a la conferència. Malgrat la manca de conviccions sobre l'aplicabilitat del concepte fora de les condicions específiques de l'URSS, no es va fer cap desafiament formal a la resolució que exigia la implementació del sistema. De la mateixa manera, es va aprovar l'aprovació de la formació d'organitzacions de masses, incloses les dones que no eren del Partit, tot i l'informe de delegades alemanyes sobre l'experiència negativa al respecte, en què les noves organitzacions s'oposaven a la secció regular de dones del Partit Comunista d'Alemanya.

### Dissolució
Mentre a la URSS va sorgir un moviment de dones comunistes numèricament poderós sota el Departament de Dones del Partit Comunista de Rússia (Zhenotdel), l'organització de dones treballadores en altres parts del món va ser freqüentment rebutjada en relació amb altres activitats dels partits comunistes afiliats a la Comintern.
Una conferència final va ser organitzada pel Secretariat de la Dona a l'agost de 1930, que va reunir els caps de Seccions de dones dels partits comunistes d'Europa i els Estats Units. La conferència va ser presidida per Ruth Overlakh, cap de la Secció de Dones del Partit Comunista d'Alemanya. D'acord amb el retorn a la retòrica radical i les polítiques del anomenat Tercer Període, Overlakh va subratllar la necessitat que les dones s'ocupessin de "tasques especials", com ara intervenir físicament en el transport de d'esquirols través de piquets.
L'ECCI estava decidit a reduir encara més el lloc de recursos específics a les dones en aquest moment, i dos plenipotenciaris van ser enviats a la reunió: el líder comunista finlandès exiliat, Otto Kuusinen i Boris Vassiliev. Vassiliev va anunciar que la Secció de Dones havia demostrat ser incapaç de localitzar i entrenar dones líders i activistes o desenvolupar la resistència física a la violència de la policia o d'esquirols i, per tant, s'hauria de dissoldre immediatament sense més discussió.
L'eliminació del Zhenotdel del Partit Comunista d'All-Union també va tenir lloc el 1930. Tot i la terminació de les organitzacions soviètiques i internacionals, les seccions de dones van romandre en alguns partits comunistes durant diversos anys després d'aquest fet, però es va reduir l'abast de l'activitat d'aquestes organitzacions i va destacar la seva existència.

## Convencions de la Internacional de Dones Comunistes
| Convenció                                                             | Ubicació | Data                                  | Comentaris |
| --------------------------------------------------------------------- | -------- | ------------------------------------- | --- |
| I Conferència Internacional de Dones Comunistes                       | Moscou   | Del 30 de juliol al 2 d'agost de 1920 | |
| II Congrés de la Internacional de Dones Comunistes                    | Moscou   | Juny de 1921                          | Assistit per 82 delegats de 28 països. Resolucions a Die Kommunistische Fraueninternationale, vol. 1, no. 5/6 (1921), pp. 203-212.                                                        |
| Conferència de Corresponsals Internacionals de Dones                  | Berlín   | Gener de 1922                         | Delegats de 9 països i representants del Secretariat de la Internacional de Dones. Publicat a Die Kommunistische Fraueninternationale, vol. 2, no. 3/4 (març-abril de 1922), pp. 477-487. |
| III Conferència Internacional de Dones Comunistes                     | Moscou   | 1924                                  | |
| IV Conferència Internacional per al Treball Comunista entre les Dones | Moscou   | 29 de maig - 10 de juny de 1926       | Total de 18 votants i 47 delegats consultius. |
| Conferència de dones assistents a la celebració del 10è aniversari    | Moscou   | Novembre de 1927                      | Descrit per l'historiador Jean-Jacques Marie com una "conferència purament ornamental" de turistes. (Marie, "La secció de dones de la Comintern, p. 281. )                                |
| Conferència de Caps de les Seccions de dones del Partit Comunista     | Moscou   | Agost de 1930                         | Conferència final organitzada pel Secretariat de Dones. |